# Гейл-Лейк (тауншип, Миннесота)
Гейл-Лейк (англ. Gail Lake) — тауншип в округе Кроу-Уинг, Миннесота, США. На 2000 год его население составило 92 человека.

## География
По данным Бюро переписи населения США площадь тауншипа составляет 46,8 км², из которых 43,2 км² занимает суша, а 3,6 км² — вода (7,74 %).

## Демография
По данным переписи населения 2000 года здесь находились 92 человека, 43 домохозяйства и 27 семей. Плотность населения —  2,1 чел./км². На территории тауншипа расположено 89 построек со средней плотностью 2,1 построек на один квадратный километр. Расовый состав населения: 97,83 % белых и 2,17 % азиатов.
Из 43 домохозяйств в 18,6 % воспитывались дети до 18 лет, в 62,8 % проживали супружеские пары и в 34,9 % домохозяйств проживали несемейные люди. 34,9 % домохозяйств состояли из одного человека, при том 16,3 % из — одиноких пожилых людей старше 65 лет. Средний размер домохозяйства — 2,14, а семьи — 2,68 человека.
15,2 % населения — младше 18 лет, 6,5 % — в возрасте от 18 до 24 лет, 25,0 % — от 25 до 44, 33,7 % — от 45 до 64, и 19,6 % — старше 65 лет. Средний возраст — 47 лет. На каждые 100 женщин приходилось 114,0 мужчин. На каждые 100 женщин старше 18 приходилось 116,7 мужчин.
Средний годовой доход домохозяйства составлял 30 625 долларов, а средний годовой доход семьи —  35 417 долларов. Средний доход мужчин —  33 125  долларов, в то время как у женщин — 18 750. Доход на душу населения составил 15 721 доллар. За чертой бедности находились 7,4 % семей и 7,6 % всего населения тауншипа, из которых 15,4 % старше 65 лет.